# Публій Елій Ліг
Публій Елій Ліг (лат. Publius Aelius Ligus) — давньоримський державний діяч першої половини II ст. до н. е. Консул 172 р. до н. е. разом з Гаєм Попілієм Лаеном.
Був претором у 175 р. до н. е. у провінції Лігурія (можливо, отримав когномен через назву провінції). Через три роки став консулом. Він та його колега Гай Попілій Лаен були першими з консулів плебейського походження, які разом обіймали свої посади (до цього консулами була завжди пара патрицій-плебей).
У 167 р. до н. е. став легатом і був направлений до Іллірії у складі комісії від Сенату.
На відміну від Еліїв Петів чи Еліїв Туберонів представників гілки Еліїв Лігів в історії майже не залишилося. Один з нащадків Публія Елія Ліга може бути народний трибун Елій Ліг, який у 58 р. до н. е. разом з Публієм Клодієм Пульхром переслідував Цицерона.